# Контрольні точки програми
Контрольні точки це технологія для збільшення відмовостійкості для комп'ютерних систем. Вона в основному складається зі часових знімків стану програми, тож вона може перезапустити роботу з цієї точки у разі відмови. Це особливо важливо для програм які працюють тривалий час тому є вразливими.

## Контрольні точки у розподілених системах
У розподілених обчисленнях, контрольні точки це технологія, яка допомагає збільшити відмовостійкість, що б в іншому випадку призвело до перезапуску програми спочатку. Найпростішим способом створення контрольних точок, це зупинка програми, копіювання всіх важливих даних до надійного сховища (так звані паралельні файлові системи), а потім продовжити виконання з місця зупинки. Реалізація контрольних точок повинна зберегти цілісність системи. Існує два основних підходи до контрольних точок в цих системах: скоординовані контрольні точки та неузгоджені контрольні точки. У скоординованому підході реалізації контрольних точок процеси повинні забезпечити, щоб їхні контрольно-пропускні пункти відповідали один одному. Це зазвичай досягається за рахунок деякого виду двохфазової фіксації алгоритму протоколу. У неузгоджених контрольних точках кожен процес контрольної точки має свій незалежний стан. Необхідність створення узгодженого стану не має змушувати інші процеси відкочувати їх контрольні точки, бо це в свою чергу може призвести до процесів відкочування попередніх контрольних точок, що в кінцевому результаті призведе до повернення програми в початковий стан (так званий ефект доміно).

## Впровадження для паралельних та дистрибутивних додатків

### Стійкі до помилок інтерфейси (СПІ)
Стійкі до помилок інтерфейс - це бібліотека, яка забезпечує спеціалістів з теорії обчислення легким способом перевести контрольну точку/перезапуск в масштабовані моди. СПІ використовують локальне сховище плюс кілька реплікації і методи підчищення, щоб забезпечити кілька рівнів надійності і продуктивності. СПІ надає доступ до контрольних точок на рівні додатків, що дозволяє користувачам вибирати, які дані повинні бути захищені, з метою підвищення ефективності та уникнення втрати часу і ресурсів. Він пропонує прямий інтерфейс даних, так що користувачі не повинні мати справу з файлами і / або іменем каталогів. Всі метадані керуються СПІ в прозорій формі для користувача. При бажанні, користувач може виділити один процес для кожного вузла до насування навантаження допуску та наукових обчислень, так що після контрольної точки завдання виконуються асинхронно.

### Контрольні точки/Перезапуск лабораторії Бекерлі (КТПЛБ)
Група Інноваційних Технологій у Національної лабораторії Лоуренса розробляють гібридні реалізації інтерфейсу ядра/КПП/перезавантаження, що має назву КТПЛБ. Їх мета-забезпечити надійну, якісну реалізації, що забезпечує широке коло застосувань контрольних точок, не вимагаючи змін в коді програми. BLCR фокусується на контрольних точах паралельних додатків, які обмінюються даними через MPI і на сумісність з програмним пакетом вироблених SciDAC Масштабованих систем програмного забезпечення МСПЗ. Його робота розбита на 4 основних напрямках: контрольно-пропускний пункт/перезавантажити для Linux (КР), Контрольні точки бібліотек MPI, Управління ресурсами Інтерфейсу КПП/перезапуск і розвиток процесу управління Інтерфейси.

### РБПКТ
РБПКТ (розподілені багатопотокові контрольні точки) - це інструмент для прозорого визначення контрольних точок стану довільної програми у багатьох машинах, що з'єднані мережею. Він не змінюється програмою користувача або операційною системою. Серед додатків, підтримуваних РБПКТ не відкрити МПІ, Python, Perl багато інших мови програмування і мови сценаріїв оболонки. При використанні, він може також створювати контрольні точки і перезавантажувати вікна програми, поки вони не користуються розширеннями (наприклад, OpenGL або відео). Серед функцій Linux підтримується РБПКТ відкриті файлові дескриптори,  сокети, обробники сигналів, ідентифікатор процесу і ідентифікатор потоку віртуалізації, порти, процеси, ідентифікатор групи, ідентифікатор сесії, термінал атрибутів. РБПКТ підтримує OFED API для технології InfiniBand на експериментальній основі.

## Реалізація для вбудованих і пристроїв ASIC

### Нагадування
Сувеніри-це система програмного забезпечення, що перетворює завдання загального призначення на дискретних програмах для платформ з частих відключень. Вона була розроблена для безбатарейних вбудованих пристроях, таких як RFID-мітки і смарт-карти, які покладаються на збір енергії з навколишнього фону. Нагадування часто визначає доступну енергію в системі, і вирішує коли потрібно створювати контрольну точку або продовжити обчислення. У разі контрольні точки, дані зберігаються в енергонезалежній пам'яті. Коли енергії стане достатньо для перезавантаження, дані будуть витягнуті з пам'яті, і програма Розпочне роботу з збереженого стану. Пам'ять була реалізована на сімействі мікроконтролерів фірми MSP430. Нагадування названі в честь фільму Крістофера Нолана Мементо.

### Idetic
Idetic являє собою набір автоматичних інструментів, які допомагають розробникам спеціалізованих інтегральних схеми (ASIC) в автоматичному розміщенні постів в їх конструкції. Його завдання полягає в високому рівні синтезу інструментів і додає контрольні точки на рівні реєстру передачі. Він використовує підхід динамічного програмування для виявлення низьких накладних очок в скінченному автоматі конструкції. Оскільки контрольні точки в апаратному рівні передбачають відправку даних залежних регістрів в енергонезалежній пам'яті, оптимальним точкам необхідна мінімальна кількість регістрів для зберігання. Idetic працює з та оцінює енергію RFID мітки пристрою.